# 마이크로소프트 루미아 430
마이크로소프트 루미아 430(Microsoft Lumia 430)은 신흥 시장을 위해 Microsoft Mobile Oy가 개발한 휴대 전화의 하나이다. 2015년 3월 구글의 안드로이드 원과 경쟁하기 위해 선보였다. 이 전화는 Lumia Denim을 제공하며 루미아 셀피가 미리 탑재되어 있다.

## 같이 보기
- 마이크로소프트 루미아
- 마이크로소프트 루미아 435
- 마이크로소프트 루미아 650